# Goniobranchus conchyliatus
Goniobranchus conchyliatus is een slakkensoort uit de familie van de Chromodorididae. De wetenschappelijke naam van de soort is voor het eerst geldig gepubliceerd in 1984 door Yonow.